# Schraderanthus viscosus
Schraderanthus viscosus är en potatisväxtart som först beskrevs av Heinrich Adolph Schrader, och fick sitt nu gällande namn av Averett. Schraderanthus viscosus ingår i släktet Schraderanthus och familjen potatisväxter. Inga underarter finns listade i Catalogue of Life.